# Chiesa di Santa Caterina (Venezia)
La chiesa di Santa Caterina (vulgo Santa Caterina de' Sacchi) è un luogo di culto cattolico di Venezia, situato nel sestiere di Cannaregio dedicato a santa Caterina d'Alessandria.
L'edificio fa parte del complesso del Liceo Marco Foscarini, cui è annessa sin da quando l'attuale scuola era il convento dalle monache agostiniane.

## Storia
Fu iniziata dai Frati della penitenza di Gesù Cristo (Ordine de Poenitentia Jesu Christi, e detti anche Frati del Sacco, Saccati, Sacchiti o Sacchini) che s'insediarono in quest'area, allora paludosa, all'inizio del XIII secolo. I religiosi non riuscirono a terminarla a causa della soppressione del loro ordine, avvenuta nel 1274.
Da tale anno l'edificio passò in varie mani, da un ricco mercante che lo donò a Bortolotta Giustinian, fondatrice e prima badessa del nuovo convento di monache agostiniane, ivi istituito e dedicato a santa Caterina d'Alessandria. La memoria del precedente e disciolto ordine sopravvisse nel nome comune di Santa Caterina de' Sacchi cui era intitolata anche una locale scuola devozionale.
Il 25 novembre, in occasione della ricorrenza di santa Caterina, il doge si recava qui per festeggiare la festa dei Dotti.
Nel 1806, sotto il dominio napoleonico, l'intero complesso conventuale, inclusa la chiesa, passò allo Stato e 28 monache agostiniane vennero spostate nel convento di Sant'Alvise. L'anno successivo fu trasformato in liceo-convitto con decreto vicereale del 14 marzo 1807 con il nome di liceo di S. Caterina per cambiare denominazione nel 1867 in Regio Liceo Marco Foscarini.
La chiesa venne danneggiata da una bomba austriaca nel corso della prima guerra mondiale. Il 25 dicembre 1977 un incendio, avvenuto durante dei lavori di manutenzione, distrusse la quasi totalità del soffitto ligneo trecentesco a carena di nave e le decorazioni a fresco dei pennacchi e della cupola ribassata del presbiterio risalente al XVIII secolo. Molte delle opere d'arte contenute nell'edificio andarono perdute: tuttavia il Matrimonio mistico di santa Caterina del Veronese, l'opera forse più importante, si salvò in quanto era definitivamente ospitata dalle Gallerie dell'Accademia, dove si trova tuttora. Altre opere minori al suo interno si trovano al Patriarcato di Venezia.
Della chiesa rimangono tre opere superstiti. La prima è il famosissimo ciclo Vita di santa Caterina, del 1585 circa, di Tintoretto che attualmente si trova nel palazzo Patriarcale, al cui centro era posta la pala del Veronese. Infine, sempre al palazzo Patriarcale si trova la tela di Palma il Giovane La madre di santa Caterina consulta i saggi per le nozze della figlia.
Nel 2013 venne ultimato il restauro della chiesa dopo che tra il 2011 e il 2013 vi erano state ospitate tre aule prefabbricate del liceo Marco Foscarini, in attesa della costruzione della nuova ala del complesso inaugurata il 14 dicembre 2013. In quell'occasione venne collocata sopra l'altare una riproduzione del Matrimonio mistico di santa Caterina di Veronese.
Attualmente la ex chiesa viene utilizzata come aula magna e per ospitare eventi, esposizioni e convegni.

## Descrizione
La chiesa venne ultimata solo nel XV secolo e presenta una struttura a tre navate di stile gotico. Il soffitto a carena di nave, come quello presente nelle chiese di Santo Stefano e San Giacomo da l'Orio, andò distrutto nel 1977. Vi era un bel coro pensile (barco) sulla parete di fondo, che era usato dalle monache.

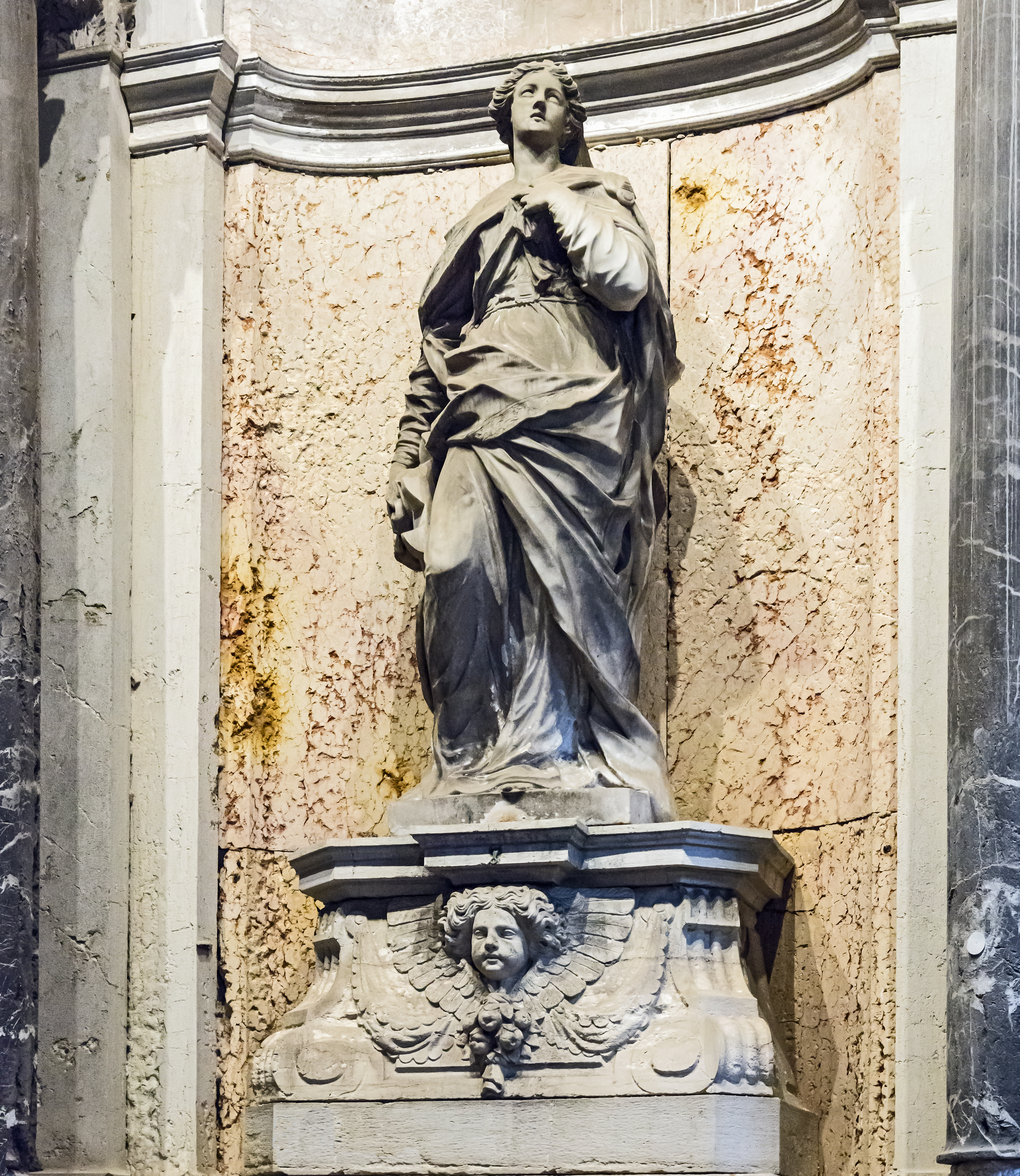
Statua di Santa Caterina
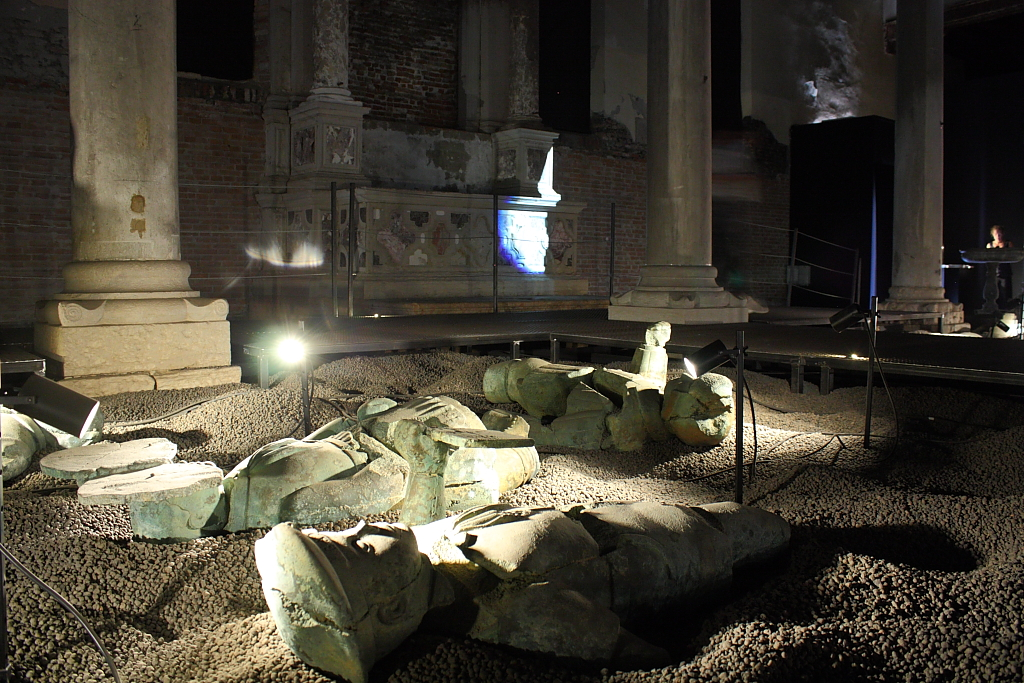
Interno della chiesa con l'installazione di Grisha Bruskin

## Spazio espositivo
Nell'ambito degli eventi collaterali della LVI Esposizione internazionale d'arte della Biennale di Venezia, all'interno della chiesa è stata allestita la performance "An archaeologist's collection" dell'artista russo Grisha Bruskin, visitabile dal 7 maggio al 22 novembre 2015. L'autore aveva ricavato, qualche anno addietro, una serie di statue quasi a grandezza naturale e le aveva interrate in Toscana, in piena campagna, vicino ad una necropoli etrusca. Dopo alcuni anni le ha dissotterrate organizzando una vera e propria campagna di scavo archeologico per riportarle alla luce ed esporle all'interno della chiesa di Santa Caterina nell'ambito del suo progetto artistico.
Nel 2024, in occasione della LX Esposizione internazionale d'arte di Venezia, l’artista statunitense Daniel Arsham ha presentato presso la chiesa di Santa Caterina il progetto "Venice 3024" con sculture e stampe 3D ispirate a opere d’arte dell’antichità.